# Municipio de Storlie
El municipio de Storlie (en inglés: Storlie Township) es un municipio ubicado en el condado de Cavalier en el estado estadounidense de Dakota del Norte. En el año 2010 tenía una población de 21 habitantes y una densidad poblacional de 0,32 personas por km².

## Geografía
El municipio de Storlie se encuentra ubicado en las coordenadas 48°34′48″N 98°38′1″O / 48.58000, -98.63361. Según la Oficina del Censo de los Estados Unidos, el municipio tiene una superficie total de 65.89 km², de la cual 65 km² corresponden a tierra firme y (1,36 %) 0,9 km² es agua.

## Demografía
Según el censo de 2010, había 21 personas residiendo en el municipio de Storlie. La densidad de población era de 0,32 hab./km². De los 21 habitantes, el municipio de Storlie estaba compuesto por el 100 % blancos. Del total de la población el 0 % eran hispanos o latinos de cualquier raza.